# فروش تک‌آهنگ‌های رقص
مجلهٔ بیلبورد در شمارهٔ مورخ ۱۶ مارس ۱۹۸۵، نخستین جدول خود را به‌طور انحصاری به فروش تک‌آهنگ‌های ۱۲ اینچی (انگلیسی: 12-inch Singles Sales) اختصاص داد. این رتبه‌بندی هفتگی با ۵۰ جایگاه با جدول قدیمی‌تر ترانه‌های باشگاه رقص بیلبورد ادغام شد و با حفظ همان ۵۰ جایگاه، هر دو جدول تحت عنوان ترانه‌های داغ رقص/دیسکو (انگلیسی: Hot Dance/Disco) منتشر شدند. موسیقی متن فیلم پلیس بورلی هیلز از ام‌سی‌ای رکوردز، ترانهٔ «نگرش جدید» از پتی لابل و «اکسل اف» اثر هارولد فالترمایر به‌طور مشترک در هفتهٔ اول در جایگاه نخست این جدول قرار گرفتند و برای دومین هفتهٔ متوالی نیز در جایگاه شماره ۱ جدول ترانه‌های دارای بیشترین پخش رقص/دیسکو حضور داشتند. در ۲۰ ژوئن ۱۹۹۲، نام این جدول به فروش تک‌آهنگ‌های ماکسی (انگلیسی: Maxi-Singles Sales) تغییر داده شد، و سپس در ۱ مارس ۲۰۰۳ نام سادهٔ فروش تک‌آهنگ‌های رقص (انگلیسی: Dance Singles Sales) برای آن برگزیده شد.
این جدول شامل تک‌آهنگ‌های ماکسی از هنرمندان ژانرهای دیگر مانند توپاک، گروه اینداستریال متال مینستری و گروه آلترناتیو راک اسمیتز می‌شد که در کلاب پلی ظاهر نشده‌بودند. ترانهٔ «هر روز دقیقاً یکسان است» اثر ناین اینچ نیلز با ۳۶ هفته حضور در این جدول، بیش از هر تک‌آهنگ دیگری در جایگاه شماره یک این جدول قرار داشته‌است، اما هرگز در جدول کلاب پلی حضور نیافته‌است.
در ۲۸ ژوئیهٔ ۲۰۰۱، با اضافه شدن آلبوم‌های الکترونیک برتر به بخش موسیقی رقص داغ، اندازهٔ این جدول به ۲۵ جایگاه کاهش یافت. از ۳۰ آوریل ۲۰۰۵، این دو جدول به‌طور متناوب هر هفته در مجله منتشر می‌شدند؛ تا اینکه پس از انتشار شمارهٔ ۲۴ فوریهٔ ۲۰۰۷ مجله، جدول فروش تک‌آهنگ‌های رقص تنها در وبگاه billboard.biz در دسترس قرار گرفت.
در ۲۳ ژانویهٔ ۲۰۱۰، بیلبورد جدول فروش دیجیتال ترانه‌های رقص/الکترونیک را که یک جدول ۵۰ جایگاهی برای رتبه‌بندی فروش آنلاین تک‌آهنگ‌ها بود، معرفی کرد. جدول ترانه‌های رقص/الکترونیک در ۲۶ ژانویهٔ ۲۰۱۳ بخش تغییر نام یافتهٔ موسیقی رقص/الکترونیک در مجلهٔ بیلبورد معرفی شد.
پس از گذشت تقریباً ۲۹ سال، آخرین نسخهٔ جدول فروش تک‌آهنگ‌های رقص بیلبورد به‌صورت آنلاین در ۳۰ نوامبر ۲۰۱۳ منتشر شد.